# Le Bout du rouleau
Le Bout du rouleau (titre original en anglais The Ultimate Good Luck) est un roman de Richard Ford, publié originellement le 23 avril 1981 aux États-Unis et en français le 31 octobre 1992 aux éditions de L'Olivier.

## Éditions
- The Ultimate Good Luck, Houghton Mifflin, 1981  (ISBN 978-0395303733).
- Le Bout du rouleau, L'Olivier, 1992  (ISBN 978-2879290317).